# Schleifkanne

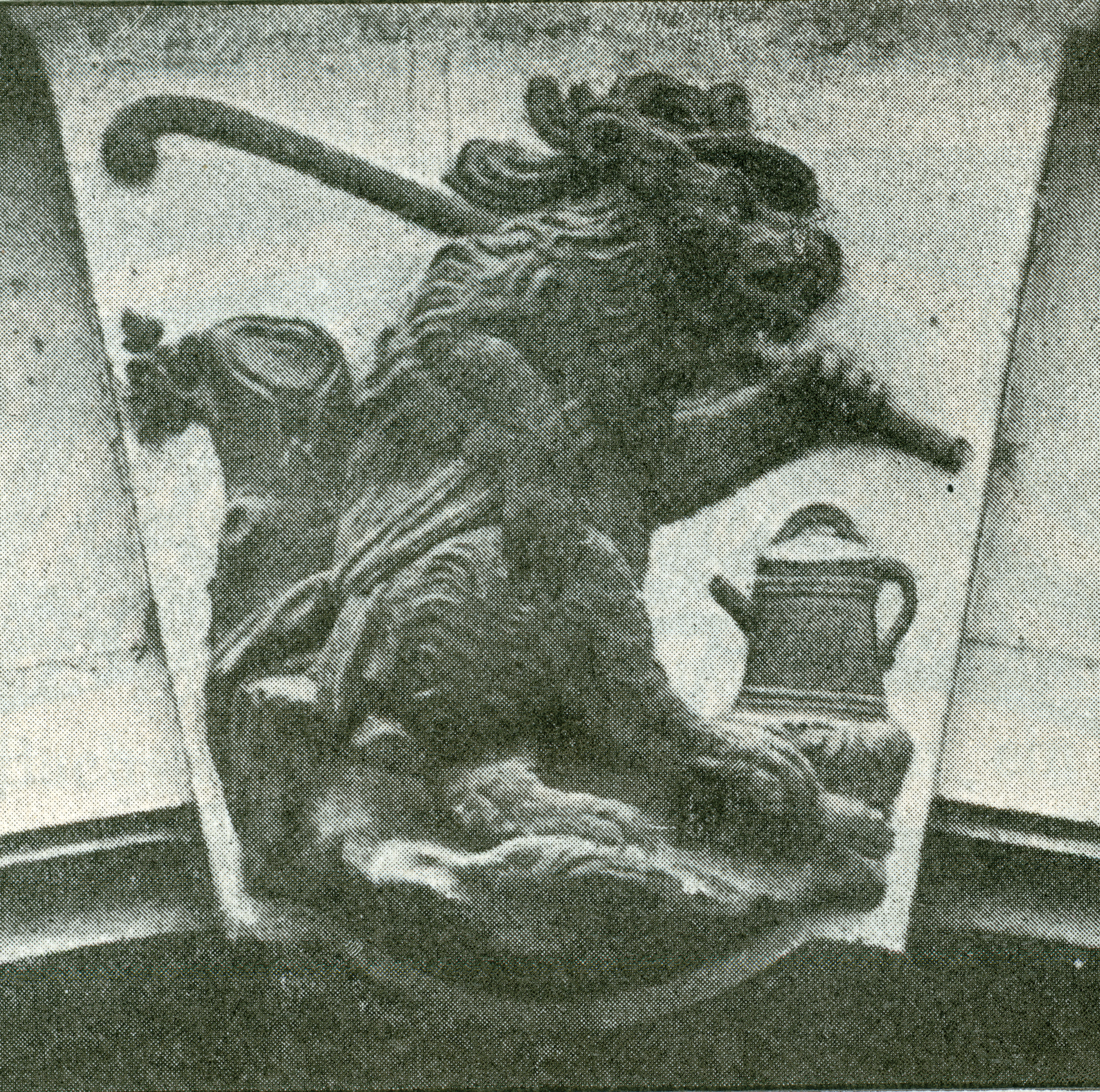
Schlussstein an einem Gasthaus Bär mit Federhut, Wanderstab u. Schleifkanne

Eine Schleifkanne ist ein großes zylindrisches oder konisches Schankgefäß.

## Geschichte
Die Schleifkannen wurden vom 15. bis 17. Jahrhundert u. a. in Schlesien, Sachsen, Passau und Kärnten, zumeist von Rotschmieden und Zapfenmachern hergestellt. Als Material fanden Messing, Kupfer oder auch Zinn Verwendung und in Bodennähe ist bei einigen Exemplaren ein Zapfhahn angebracht.
Schleifkannen fanden z. B. bei Zunft- und Gildenzusammenkünften, aber auch bei Ratsversammlungen Verwendung. Bei Freisprechungsfeiern des Handwerks nahmen die Lehrlinge daraus ihren Gesellentrunk. Die Herkunft der Bezeichnung „Schleifkanne“ wird unterschiedlich angegeben. Die Zunftkannen waren zumeist mit gravierten Zunftemblemen, Meister- und Gesellennamen versehen und wurden seit dem späten 15. Jh. beim sogenannten „Gesellen-Schleifen“, einem Brauch beim Gesellenlossprechen, verwendet.

## Trivia
Der Direktor des Schlesischen Museums Markus Bauer führt eine andere Erklärung für den Begriff Schleifkanne an. „Es könnte sich um ein Sinnbild dafür handeln, dass die jungen Gesellen von ihren älteren Kollegen traktiert, also geschliffen, wurden.“ Die Oeconomischen Encyclopädie führt unter Schleifkanne aus: „eine hölzerne aus Dauben zusammengesetzte Kanne, von verschiedener Größe, mit einer Schnautze und Handhabe ... weil man die größeren Kannen dieser Art mehr schleift, als trägt.“